# Invasão Qing de Joseon

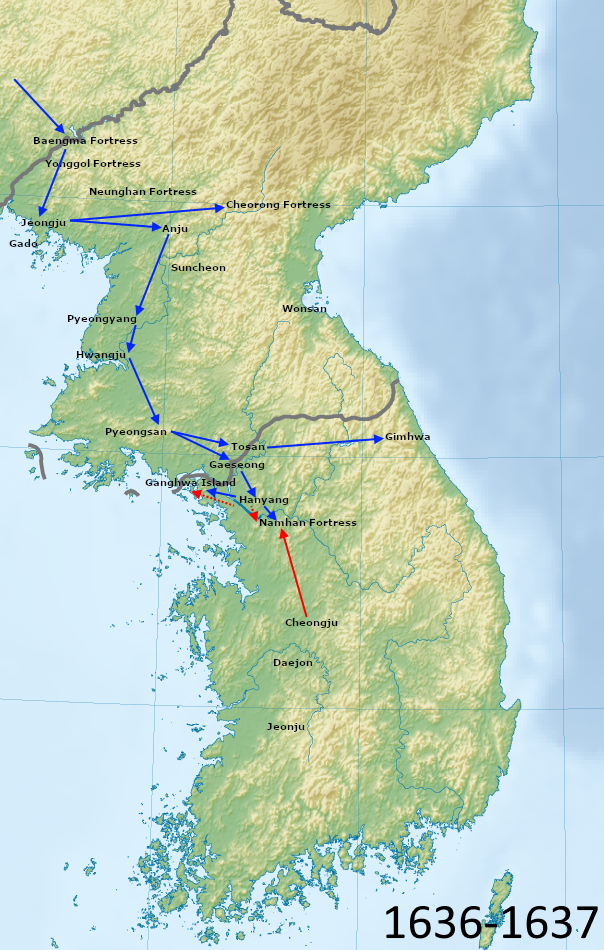
Parte dos conflitos coreano-jurchen, transição Ming-Qing

A invasão Qing de Joseon (em coreano: 병자호란; Hanja: 丙子胡亂) ocorreu no inverno de 1636, quando a recém-criada dinastia Qing invadiu a dinastia Joseon, estabelecendo o status da primeira como hegemônica no Sistema Imperial Tributário Chinês e cortando formalmente a relação de Joseon com a dinastia Ming. A invasão foi precedida pela invasão Jin posterior de Joseon em 1627.
A invasão resultou em uma vitória Qing. Joseon foi forçado a estabelecer uma relação tributária com o Império Qing, bem como cortar laços com o declínio Ming. O príncipe herdeiro de Joseon e seu irmão mais novo foram feitos reféns, mas eles voltaram para Joseon depois de alguns anos. Um dos dois mais tarde tornou-se o Rei Hyojong. Ele é mais conhecido por seu plano para uma expedição à dinastia Qing.